# Neodiplothele fluminensis
Espèce
Synonymes
- Trichopelma annulata Mello-Leitão, 1943

Neodiplothele fluminensis est une espèce d'araignées mygalomorphes de la famille des Barychelidae.

## Distribution
Cette espèce est endémique du Brésil. Elle se rencontre dans les États de Rio de Janeiro, d'Espírito Santo et de Santa Catarina.

## Description
Le mâle décrit par Gonzalez-Filho, Lucas et Brescovit en 2015 mesure 7,5 mm, les mâles mesurent de 4,98 à 7,5 mm.

## Publication originale
- Mello-Leitão, 1924 : Quelques arachnides nouveaux du Brésil. Annales de la Société Entomologique de France, vol. 93, p. 179-187.